# آندرونیکوس پنجم
آندرونیکوس پنجم با عنوان کامل آندرونیکوس پنجم پالایولوگوس(به یونانی: Ανδρόνικος Ε' Παλαιολόγος)(به لاتین: Andronicus V Palaeologus) (زادهٔ پیرامون ۱۴۰۰ — درگذشتهٔ پیرامون ۱۴۰۷) امپراتور بیزانس به‌طور مشترک با پدرش ژان هفتم پالایولوگوس بود.

## زندگینامه
آندرونیکوس پنجم تنها فرزند مشخص امپراتور ژان هفتم و ایرنه گاتیلوسیو، دختر فرانچسکو گاتیلوسیو بود. در زمان تولد آندرونیکوس، پدرش نایب‌السطلنتی عمویش مانوئل دوم پالایولوگوس را برعهده داشت و در زمانی نامشخص که احتمالاً باید پس از اقامت گزیدن ژان هفتم در تسالونیکا بوده باشد (در حدود ۱۴۰۳ یا ۱۴۰۴) به‌طور صوری به امپراتوری مشترک با او منصوب گردید. با این حال آندرونیکوس پنجم در خردسالی و پیش از پدرش در ۱۴۰۷ درگذشت.
عنوان سلطنتی ژان هفتم و پسرش در اصل عنوانی افتخاری بود و آن دو امپراتورها واقعی نبودند.